# 岸本宏子
岸本 宏子（きしもと ひろこ、1943年 - 2020年10月9日）は、日本の西洋音楽史学者、昭和音楽大学名誉教授。特に、イタリア・ルネサンスのマドリガーレ、音楽図書館学を専門とし、歌声に関する科学的研究にも取り組んだ。

## 経歴
東京藝術大学音楽学部楽理科を卒業して、同大学院修士課程を修了した後、フルブライト奨学金を得て1969年にアメリカ合衆国のブリンマー・カレッジ（後のブリンマー大学）大学院博士課程に進んだ。1972年から1974年にかけては帰国していたが、1975年にPh.D.（音楽学）を取得した。再度の帰国後、1978年から1981年にかけて再び渡米してシモンズ・カレッジ（後のシモンズ大学）大学院修士課程でM.Sc.（図書館情報学）を取得して帰国した。
この間、1972年以降は、非常勤講師として東京藝術大学などで教鞭を執った。また、1976年の最初期から、音楽史関係史料の収集保全に取り組むRISMの日本における組織化に海老沢敏、金沢正剛、皆川達夫の下で、小俣純雄、住川鞆子とともに尽力し、1979年のIAML日本支部の立ち上げにも関わった。
2002年に昭和音楽大学教授となり、後に名誉教授を贈られた。
晩年は、編集者であった夫に先立たれ、自身も闘病する中で、執筆を続けた。

## おもな著書

### 単著
- 『ルネサンスの歌物語』音楽之友社、1989年
- 『Il fondo musicale Venturi nella Biblioteca comunale di Montecatini Terme : catalogo』Giunta regionale toscana, Editrice bibliografica, 1989

### 共著
- （佐藤みどりとの共著）『音楽の基礎資料：図書館における音楽書 楽譜 録音資料選定のために』アカデミア・ミュージック、1985年
- （酒巻和子、小畑恒夫、石川亮子、有田栄との共著）『つながりと流れがよくわかる 西洋音楽の歴史』アルテスパブリッシング、2020年

### 訳書
- （水野信男との共訳）ルードルフ・レティ（英語版） 『名曲の旋律学：クラシック音楽の主題と組立て』音楽之友社、1995年
- （長岡英との共訳）リチャード・ミラー（英語版） 『上手に歌うためのQ&A：歌い手と教師のための手引書』音楽之友社、2009年
- （八尋久仁代との共訳）リチャード・ミラー『歌唱の仕組み：その体系と学び方』音楽之友社、2014年